# Groupe Derhan
Le Groupe Derhan était un mouvement de résistance intérieure française en Moselle, territoire alors annexé par l'Allemagne nazie (CdZ-Gebiet Lothringen).
Il fut fondé par Joseph Derhan, ouvrier à Hagondange et domicilié à Mondelange qui avait formé en 1942 un groupe nommé "Parti De Gaulle" composé d'une cinquantaine d'ouvriers de la vallée (sidérurgique) de l'Orne. 
Actif dans les années 1942 et 1943, le groupe est démantelé par les nazis entre janvier et mai 1944. Ses membres sont jugés du 7 au 13 novembre 1944 à Bayreuth (Bavière). Joseph Derhan, son principal dirigeant, était déjà mort au Fort de Queuleu à Metz. 
Le groupe s'était donné pour mission l'accumulation d'armes pour la Libération, la propagande pro-gaulliste et l'incitation à refuser l'enrôlement dans la Wehrmacht et le Reichsarbeitsdienst (RAD).

### Sources
1. ↑   La résistance en Moselle, Marcel Neigert, cahiers du Cercle Jean Macé n°10